# Каркасные биоклапаны сердца
Карка́сный биологи́ческий кла́пан се́рдца — протез, в котором неживые, специально обработанные биологические ткани зафиксированы на опорном каркасе (стенте), покрытом синтетической тканью.

## Особенности конструкции
Каркасные биоклапаны сердца были впервые предложены в 1967 году, и в дальнейшем, помимо улучшения способов стабилизации биоткани, совершенствовались по конструкции и свойствам опорных каркасов для фиксации их биологической части. Размещение и закрепление биологического створчатого элемента на любой опорной конструкции приводит к уменьшению полезной площади протеза и создаёт сопротивление потоку крови, то есть увеличивает градиент давления на клапане.
Изначально использовался жёсткий опорный каркас, который приводил к отрыву протеза по линии крепления комиссур к его стойкам, а в ряде наблюдений — к разрывам самих створок. Было установлено, что нагрузки на створки биопротеза при фиксации в каркасе способствуют развитию усталостных повреждений коллагеновых волокон в центре створок и в местах фиксации комиссур — то есть механические и биологические повреждающие факторы суммируются.
Для уменьшения нагрузки на створки биоклапана в настоящее время широко применяются гибкие каркасы, сохраняющие жёсткое кольцо в основании. Напряжение в их створках по сравнению с жёстким каркасом уменьшалось в экспериментах in vitro на 90 %. Известны гибкие каркасы из стали различных марок, титановых сплавов, а также комбинированные — содержащие металлические и полимерные элементы конструкции.
Создание цельного металлического каркаса требуемой гибкости с заданной пространственной конфигурацией пришивной манжеты осложнено ограниченной номенклатурой металлов (их сплавов), разрешённых к имплантации в организм человека, — лишь использование проволоки различных марок расширяет возможность их применения. Изготовление такого каркаса требует создания нескольких неразъёмных соединений, — например, сварных, крайне чувствительных к циклическим нагрузкам, развивающимся при работе протеза. Соединение жёстких опорных элементов с гибкими проволочными усложняет конструкцию.
Для создания гибких элементов оптимальными являются материалы с низким модулем упругости. Выбор подобных материалов, разрешённых к имплантации в организм и соответствующих медико-техническим требованиям по износоустойчивости и прочности, невелик. Например, такими являются полимеры: лавсан, полибутилентерефталат, полипропилен, при этом фторопласт и полиэтилен неприемлемы из-за высокой способности к накоплению пластической деформации.
He совсем удовлетворительные отдалённые результаты применения ксеноаортального свиных биопротезов в 1960-е годы побудили исследователей разрабатывать перикардиальные каркасные биопротезы. Такие протезы изготавливаются из стабилизированного глутаровым альдегидом бычьего или свиного перикарда. Каркас для них обычно выполняется из полиформальдегида и усиливается дополнительным кольцом, содержащим рентгенопозитивную метку. Гемодинамическая эффективность перикардиальных каркасных биопротезов обусловлена симметричностью функционирования их створок, высокой пропускной способностью за счёт их тонких стенок и поэтому относительно большего проходного отверстия.

## Зарубежные разработки

### Биоклапаны марки Hancock
Одним из первых каркасных биопротезов, получивших широкое распространение, стал биопротез, предложенный W. D. Hancock, — Hancock Standard, выпуск которого начала в 1969 году фирма Hancock Extracorporeal для митральной и аортальной позиций. Изначально свиной протез пришивался к дакроновому покрытию гибкого полипропиленового каркаса, усиленного рентгенопозитивным металлическим (из сплава Haynes) кольцом, придававшим протезу жёсткость.
Каркас был симметричным, пришивная манжета также изготавливалась из дакрона со вставками из силиконовой резины. Протез предназначался для интрааннулярной имплантации. Он обрабатывался по стандартной методике глутаровым альдегидом 0,5 % концентрации под высоким давлением. Первые 100 протезов марки Hancock были имплантированы в 1970 году и в дальнейшем получили большое распространение. Уже к концу 1970-х годов число их имплантаций составило более 70 000, интерес к ним сохранился и в новом веке.
Как и у других биопротезов, фиксированных глутаровым альдегидом, структурная дегенерация протеза Hancock Standard была связана с кальцификацией и разрывом створок в области комиссур, в теле и кромке створок, в аортальной стенке. Дегенерация биотканей протеза усугублялась ростом паннуса, сопровождалась деформацией каркаса, разрывами створок и образованием внутристворчатых гематом. Свобода от структурной дегенерации этого протеза для митральной позиции составляла 95 % к 5-му году, 67 % к 10-му, 32 % к 15-му и 14 % к 20-му году, соответственно. Статистика протезного эндокардита не отличалась от других клапанов.
Повышенный градиент давления на малых типоразмерах протезов послужил толчком к разработке композитного биопротеза Hancock Porcine Modified Orifice. Для аортальной позиции он собирался из двух свиных клапанно-аортальных комплексов: правая коронарная створка и соответствующий синус заменялись некоронарной створкой от другого комплекста. Первые такие протезы изготавливались компанией Johnson & Johnson Extracorporeal, начало их клинического применения относится к 1976 году. В дальнейшем они получили название Hancock Modified Orifice и в настоящее время выпускаются компанией Medtronic. Свобода от структурной дегенерации этого биопротеза составляла 99 %, 79 %, 57 % — к 5-му, 10-му, 15-му году, соответственно.
В 1982 году компания Johnson & Johnson Extracorporeal выпустила усовершенствованную модель Hancock II, отличающуюся каркасом из полиформальдегида малой высоты, которые предназначались для супрааннулярной имплантации и поэтому имели низкий градиент давления. Клапаны фиксировались глутаровым альдегидом в течение 30 минут под низким давлением, а затем — под высоким давлением. Кроме того, они подвергались антиминерализационной обработке раствором, включающим додецилсульфат натрия. Этому протезу также были присущи специфические осложнения — в 64 % случаев развивались кальцификация и склероз створок, нарастал панус. Свобода от структурной дегенерации створок к 15-му году функционирования в среднем составляла 81 % и 66 % для аортальной и митральной позиции, соответственно.

### Биоклапаны марки Angell—Shiley
В 1970 году W. W. Angell начал эксперименты с ксеноклапанами, обработанными глутаровым альдегидом. Через 5 лет компания Shiley Laboratories Inc., используя полученные им результаты, разработала каркасный свиной биопротез, названный Angell—Shiley
. Его каркас изготавливали из полиформальдегида и покрывали дакроном. Существовало около 70 различных вариантов каркаса для этой модели, по форме соответствующих различным анатомическим вариантам аортальных ксеноклапанов. Основание каркасов во всех модификациях было круглое, а мышечный валик правой коронарной створки обшивался со стороны приточного отдела синтетической тканью. Каркас оказался более массивным по сравнению с иными биопротезами. Его обработка, стерилизация и консервация проводилась 0,5 % раствором глутарового альдегида. Выпуск был прекращен в 1980 году из-за повышенной структурной дегенерации.

### Биоклапаны марки Carpentier—Edwards
В 1975 году калифорнийская компания Edwards Lifesciences при участии Алана Карпентьера предложила проект каркасного биопротеза Carpentier—Edwards, предназначенный для интрааннулярной имплантации. Биопротез обрабатывается 0,625 % раствором глутарового альдегида при высоком давлении (20 мм рт. ст.) и крепится на гибком проволочном каркасе из рентгеноконтрастного кобальт-хром-никелевого сплава для снижения ударных нагрузок при закрытии. Дополнительно биоткань обрабатывается снижающей содержание фосфолипидов защитой от кальцификации (XenoLogiX). Отличием каркаса стали три U-образных проволочных стойки. Аортальный вариант выполняется асимметричным для уменьшения стенотического эффекта мышечного основания правой коронарной створки. Отношение площади отверстия клапана в открытом состоянии к посадочной площади равно 0,76. Пришивная манжета из пористой тефлоновой ткани со вставкой из силиконовой резины выполняется плоской для митральных клапанов и волнистой для аортальных (это позволяет адаптировать основание протеза к форме фиброзного кольца реципиента в ходе имплантации). При равной с моделями Hancock прочностью и износоустойчивостью эта модель имеет более удобный для имплантации дизайн корпуса и пришивной манжеты, и остаётся доступной поныне.
С целью улучшения гемодинамической эффективности (увеличения площади проходного отверстия на 20 %) в 1980-е годы были разработаны биопротезы для супрааннулярной имплантации — митральный Carpentier—Edwards Duraflex (модель 6650) и аортальный Carpentier—Edwards SAV (модель 2650). В них для сохранения естественной структуры клапана и гофрированности коллагена створок стали применять обработку глутаровым альдегидом под низким давлением в 2 мм рт. ст. Была уменьшена высота каркаса, а его цилиндрическая форма заменена на коническую. По данным клинических наблюдений, в течение 5 лет после имплантации 84 % пациентов были свободны от клапанозависимых осложнений. К недостаткам можно отнести опасность дисфункции протеза при имплантаци в узкий корень аорты после малейшей деформации каркаса малой жёсткости.
В начале 1980-х годов закончились испытания перикардиального биопротеза, изготавливаемого из бычьего перикарда на рентгеноконтрастном каркасе, подобном каркасу ксеноаортального протеза Carpentier-Edwards. Структурная стабилизация клапана глутаровым альдегидом проводилась по методике «stress-free», для предупреждения кальцификации применялась обработка XenoLogiX. Створки крепились к содержащей вставки из силиконовой резины тефлоновой обшивке каркаса. Перикардиальный биопротез и при малых посадочных диаметрах (19 и 21 мм) обладал хорошей гемодинамикой и занял значительную часть рынка биопротезов (около 40 % в США). Отсутствие его структурной дегенерации составляло 99 %, 94 %, 77 % к 5-му, 10-му и 15-му году после операции, соответственно.
В 2000 году компания Edwards Lifesciences объявила о модификации перикардиального протеза, получившей название Carpentier—Edwards PERIMOUNT. Модель 6900Р (митральная) выпускается с плоской манжетой, модели 2700 и 2800 (аортальные для супрааннулярной имплантации) — с волнообразной. От начального варианта протез отличается низкопрофильным гибким каркасом из кобальт-хром-никелевого сплава и обработкой силиконовой пришивной манжеты тефлоном для уменьшения тромбогенности и улучшения вживления протеза в ткани.

### Биоклапаны производства St. Jude Medical
Известный производитель механических протезов клапана сердца компания St. Jude Medical приобрела (через поглощение компаний) права на производство нескольких получивших распространение в начале 1980-х годов моделей биопротезов.
Низкопрофильная модель Liotta была разработана аргентинским кардиохирургом Доминго Лиотта и производилась компаниями Liotta Biolmplant L. P. В. и Biolmplant, Canada, Inc. Она изготавливались из ксеноаортальных свиных клапанов после их обработки раствором глутарового альдегида разной концентрации и фиксировалась на гибком опорном каркасе под низким давлением 2—4 мм рт. ст. Применение биопротеза демонстрировало хорошие непосредственные результаты, но через 6—8 лет функционирования его биологическая часть оказалась более подверженной структурной дегенерации, чем в протезах с «высоким» профилем, что было связано с повышенной механической нагрузкой на стенки при чрезмерном уменьшении осевых габаритов каркаса. Современная модификация этого биоклапана носит название St. Jude Medical Bioimplant.
В 1979 году бразильская компания Biocor Industriae Pesquisas Ltda разработала биопротез Biocor, а в 1996 году была приобретена St. Jude Medical, которая изменила называние модели на St. Jude Medical Biocor. Протез имеет гибкий полиформальдегидный каркас с манжетой из дакрона, к которому крепятся три некоронарные створки, взятые от разных свиных клапанно-аортальных комплексов. Протез имеет самый низкий профиль из всех современных биопротезов. Манжета содержит рентгеноконтрастное проволочное кольцо. Фиксация глутаровым альдегидом проводится под нулевым давлением. Отдалённые клинические результаты показали, что свобода от структурной дегенерации створок составила 96 %, 80 %, 64 % через 5, 10, 15 лет после операции, соответственно.
Модификация клапана St. Jude Medical Epic отличается дополнительной антикальциевой обработкой этанолом и серебряным покрытием манжеты.

### Биоклапаны марки Aspire (Tissuemed)
Английский производитель механических протезов клапанов сердца Aortech International в 1999 году приобрёл у другой английской компании Tissuemed подразделение по производству биоклапанов. Протезы под маркой Tissuemed (разработаны в начале 1980-х годов) выпускались для митральной и аортальной позиций. Их створки фиксировались глутаровым альдегидом под низким давлением (2 мм рт. ст.). В 2002 году состоялось новое поглощение — немецкой компанией Koehler Medical LTD — и модель получила новое название Aspire.

### Биоклапаны марки Medtronic
Компания Medtronic с 1984 no 1999 годы. выпускала низкопрофильный биопротез Medtronic Intact для интрааннулярной имплантации с обработкой ткани клапана глутаровым альдегидом под нулевым давлением и дополнительной антикальциевой обработкой толуидином, из-за чего его створки имели необычный голубой оттенок. К семи годам после имплантации структурная дегенерация протеза отсутствовала, но отмечались повышенные градиенты давления на протезах малого диаметра.
В 1994 году Medtronic выпустила композитный биопротез Medtronic Mosaic, предназначенный для имплантации в супрааннулярную позицию (аортальный — модель 305, митральный — 310). Этот клапан изготавливался из свиного корня аорты, правые коронарная створка и синус которого замещали некоронарными синусом со створкой из другого свиного клапанно-аортального комплекта. Низкопрофильный каркас выполнялся из полиформальдегида, в его гибких стойках находились рентгеноконтрастные металлические кольца. Манжета аортального протеза имела волнообразный профиль. Структурная стабилизация биоклапана проводилась глутаровым альдегидом под нулевым давлением на створках и с градиентом давления на стенке аорты в 40 мм рт. ст. Дополнительная антикальциевая обработка проводилась α-аминоолеиновой кислотой. Свобода от клапанно-зависимых осложнений по результаты 5-летнего применения этого биоклапана составляла 95 % и 92 % для аортальной и митральной позиции, соответственно.

### Биоклапаны марки lonescu—Shiley
Ксеноперикардиальные биоклапаны впервые были разработаны Марианом Ионеску и внедрены в клиническую практику в 1971 году в клинике Leeds General Infirmary (Великобритания).
Их серийный выпуск в 1976 году организовала калифорнийская компания Shiley Laboratories Inc.. Протез lonescu—Shiley Standard имел в своей конструкции рентгеноконтрастный опорный каркас из титана, покрытый дакроном, его три створки выполнялись из бычьего перикарда. Протез выпускался для митральной и аортальной позиций и имел хорошую гемодинамику с градиентами давления значительно ниже конкурирующих свиных протезов, существовавших в то время, однако количество его дисфункций резко возрастало после 6 лет функционирования в организме в результате развития кальциноза или разрыва створок. Вскоре их выпуск был прекращён.
Гемодинамическая эффективность перикардиальных каркасных биопротезов обусловлена симметричностью функционирования их створок, высокой пропускной способностью за счёт их тонких стенок и поэтому относительно большего проходного отверстия. При этом их ограниченная износоустойчивость в 1970-е годы была показана при ускоренных стендовых испытаниях: разрушение протеза наступало через 70 млн циклов, в то время как протезы Hancock через 250 млн циклов оставались без разрушения.
В 1981 году была выпущена низкопрофильная модификация протеза lonescu—Shiley Low Profile с покрытым дакроном каркасом, содержащим в основании рентгеноконтрастное проволочное кольцо. Однако выпуск и этой модели был прекращен в 1987 году, поскольку, несмотря на улучшенные гемодинамические характеристики, через 2—5 лет в нём возникала дисфункция, связанная с разрушением створок и нарастанием паннуса.

### Биоклапаны марки Mitroflow Synergy
Канадская компания Mitroflow выпустила в 1982 году аортальный перикардиальный биопротез Mitroflow Synergy. В настоящее время протез производит компания Sulzer Carbomedics, Inc. (Техас) . Этот биопротез изготовлен из бычьего перикарда, натянутого на полиформальдегидный каркас без коммиссуральных швов. Биоткань обрабатывается глутаровым альдегидом по стандартной методике. Для обеспечения рентгеноконтрастности в манжету введён силиконовый наполнитель с вольфрамовым порошком.Показатель свободы от структурной дегенерации створок клапана составлял 79 % и 67 % в сроки 10 и 12 лет после операции, соответственно.

### Биоклапаны марки Labcor—Santiago
В 1980-е годы разработанные в университете Сантьяго перикардиальные биопротезы Labcor—Santiago (марки 352-А и 352-М) начала выпускать компания Labcor Laboratory (Белу-Оризонти, Бразилия). Створки обрабатывались глутаровым альдегидом при нулевом давлении и крепились к нерентгеноконтрастному полиформальдегидному каркасу, покрытому дакроном. Внутренняя поверхность каркаса покрывается тонким слоем перикарда для снижения напряжений и повреждений створок. Клапан поставляется в страны Южной Америки, Азии и Африки.

### Биоклапаны марки Sorin Pericarbon
Итальянская компания Sorin Biomedica в 1985 году также внесла вклад в производство каркасных перикардиальных протезов, выпустив протез Sorin Pericarbon, отличающийся от других тем, что его пришивная манжета была покрыта антитромбогенным, гемосовместимым углеродным покрытием Carbofilm.

## Отечественные разработки
В нашей стране исследования по проблеме биопротезирования клапанов сердца начали проводиться с 1966 года. Центрами разработки и организации производства биоклапанов стали ИССХ имени А. Н. Бакулева АМН СССР, ВНЦХ АМН СССР АМН СССР и Кемеровский кардиохирургический центр.
В 1984 году группа учёных-медиков и инженеров за научную разработку и внедрение в клиническую практику биологических протезов была удостоена Государственной премии СССР в области техники:
- В. Н. Малиновский, руководитель работы, академик АМН СССР, зам. директора, Б. А. Константинов, зав. отделом, С. Л. Дземешкевич, ст. н. с., А. С. Иванов, мл. н. с., работники ВНЦХ АМН СССР;
- В. А. Быкова, профессор ЦИУВ;
- В. М. Сагалевич, профессор, Н. Н. Завалишин, мл. н. с. МВТУ имени Н. Э. Баумана;
- Ю. А. Перимов, нач., В. М. Картошкин, нач. лаборатории СКБ химкомбината;
- Г. И. Цукерман, зав. отделением, Б. А. Фурсов, руководитель группы ИССХ имени А. Н. Бакулева АМН СССР.

### Биоклапаны марки БиоЛАБ
В ИССХ имени А. Н. Бакулева АМН СССР в 1968 году были выполнены первые операции с использованием биологических протезов клапанов сердца отечественного производства. С этого времени ведётся постоянная работа, направленная на увеличение срока безотказной работы биопротезов в организме человека, включая совершенствование конструкции биоклапанов и создание новых методов обработки и стерилизации биоткани.
В 1994 году для централизации решения задач, связанных с разработкой и подготовкой к клиническому применению новых видов биопротезов для сердечно-сосудистой хирургии, в НЦССХ им. А. Н. Бакулева РАМН (директор — академик РАН и РАМН Л. А. Бокерия) организован научно-производственный отдел медицинской биотехнологии. Его приоритетными направлениями работы являются:
- совершенствование имеющихся и создание новых видов биопротезов, отвечающих разработке новых операций по коррекции сложных пороков сердца;
- оптимизация методов стабилизации биологической ткани, применение биологически активных соединений, создающих тромборезистентное покрытие и способствующих ускоренной эндотелизации протеза;
- разработка биопротезов на основе методов тканевой инженерии;
- производство медицинских клеев для сердечно-сосудистой хирургии.

В первый период развития биопротезирования в ИССХ имени А. Н. Бакулева АМН СССР (с 1966 по 1971 годы) велась возглавляемая В. А. Быковой и Б. А. Фурсовым разработка ксеноаортальных и аллоартальных биопротезов. Первые успешные операции по аллотрансплантации и ксенотрансплантации митрального и аортального клапанов были выполнены в 1968 году. Годом позже была произведена ксенотрансплантация трикуспидального клапана. Отдалённые результаты первого опыта 30-и операций были неудовлетворительны в связи с износом и разрушением имплантированных биопротезов.
Во второй период (с 1971 по 1982 год) был внедрён метод обработки биоткани раствором глутарового альдегида и созданы несколько моделей гибких опорных каркасов.
В 1982 году начался серийный выпуск ксеноперикардиального протеза Бионикс-2, получившего в дальнейшем название БиоЛАБ-В, а затем БиоЛАБ-КС. Клапан состоит из опорного каркаса переменной жёсткости (из стали 1Х18Н9Т или титана), обшитого полипропиленовым трикотажем, и трёхстворчатого запирающего элемента из стабилизированной перикардиальной ткани, полученной от телят (БиоЛАБ-КС/ПТ) или свиньи (БиоЛАБ-КС/ПС), либо из глиссоновой капсулы печени телёнка (БиоЛАБ-КС/ГТ). Стабилизация биоткани проводится водным раствором глутарового альдегида или диглицидилового эфира этиленгликоля.
Этот биопротез предназначен для замещения трикуспидального и митрального клапана при врождённых и приобретённых пороках сердца, обладает высокими гемодинамическими характеристиками и не требует постоянной антикоагулянтной терапии. Его недостатком является использование в качестве биоматериала толстого, ригидного, подвергающегося быстрой кальцификации материала — перикарда телят. Через 3—4 года после имплантации створки клапана теряют свою подвижность из-за отложений кальция, разрывов в местах напряжения биоматериала. Частыми причинами выхода клапана из строя являются разрыв или отрыв створок от каркаса протеза, пролапс и выворачивание створок.
Применение глиссоновой капсулы печени (покрывающей печень фиброзной оболочки) обусловлено тем, что она втрое тоньше обычно используемого для формирования биоклапана перикарда телят, соответствуя ему по механическим свойствам. Использование нового материала делает створки лёгкими, подвижными, они свободно плавают в потоке крови и сразу реагируют на малейшие перепады давления.

### Биоклапаны марки БАКС
В 1980-е годы в ВНЦХ АМН СССР на основе исследований морфологии и биомеханики корня аорты был разработан биопротез БАКС (биологический протез клапана сердца), отличающийся необычностью конструктивного решения. Вместо обычного каркаса в форме «трёхзубой короны», его каркас состоит из двух колец, соединённых между собой шестью гибкими стойками. С учётом большой жёсткости фиброзного кольца и необходимости равномерной передачи нагрузок на створки, кольцо основания каркаса выполнено цельным. В результате функциональные перемещения биологической части протеза осуществляются за счёт перемещений гибких стоек и верхнего разрезного кольца. Каркас изготовлен из полипропилена, покрыт плёнкой из фторопласта и тканью из полиэфирной нити. Кроме того, при его изготовлении исльзована технология обработки, включающая в себя, помимо модифицированной стабилизации глутаровым альдегидом, ферментативную обработку с целью снижения остаточной антигенности биоматериала. В
Биопротез БАКС, ныне выпускаемый ЗАО «Медикон ЛТД» (г. Москва), предназначен для замещающей имплантации поражённого аортального, митрального и трикуспидального клапанов сердца. Имеет 6 типоразмеров (митральные 27, 29, 31, 33 и 35 мм и аортальный 29 мм).

### Биоклапаны производства НеоКор
С 1978 года в Кемеровском кардиологическом центре под руководством Л. С. Барбараша началась разработка биопротезов клапанов сердца, а в 1982 году была создана специализированная лаборатория (директор И. Ю. Журавлёва), в 2002 году получившая название «НеоКор». Её первыми разработками стали биопротезы Биопакс-1 и Биопакс-2.
Бииологическая часть протеза Биопакс-1 представлена цельным или составным свиным аортальным комплексом, укреплённым на гибком полипропиленовом каркасе. Его обшивка и манжета изготавливались из биологически инертного полиэфирного полотна. Консервация осуществлялась в условиях низкого давления 0,625 % раствором глутарового альдегида. Биопротез отличался способом размещения клапана в асимметричном каркасе. Предварительно для каркаса каждого размера готовили цилиндр из дупликатуры биоткани, внутренний край которой соответствовал конфигурации фестончатой части опорного каркаса. Её внутренний слой прикрывал по периметру выходной отдел протеза, после чего путём выворачивания материала наружным слоем тканевого цилиндра прикрывали внешнюю поверхность каркаса, и этот участок ткани после натяжения фиксировали к кольцу основания каркаса, не затрагивая биологический материал. В оставшийся отрезок ткани закладывали медицинский фетр и из него формировали манжету протеза, которую располагали по фестончатому краю каркаса. Биоклапан Биопакс-1 применялся до 1991 года.
Биопротез Биопакс-2 отличался оригинальной методикой консервации, которая проводилась при открытом состоянии створок в потоке диглицидилового эфира этиленгликоля. Повышенный стенотический эффект мышечного валика основания правой коронарной створки и отрывы створки привели к созданию симметричного каркаса и монтажу на нём некоронарных створок составного ксенобиопротеза. Процесс его приготовления состоял из тщательной обработки ксеноаортальных комплексов с целью удаления лишних тканей и одновременной отмывки от сывороточных белков, заготовки сегментов аортального клапана, включающих некоронарную створку и соответствующий синус, подбора одинаковых сегментов для данного опорного каркаса и моделирования клапана, последующую консервацию 0,625 % раствором глутарового альдегида, обшивки лротеза синтетической тканью.
При подборе некоронарных сегментов к каркасу обеспечивали плотный контакт торцовых стенок аорты между собой с созданием единого комиссурального стержня, по высоте соответствующего бочкообразной стойке каркаса. Сам каркас перед монтированием композитной биологической части выстилали изнутри синтетической тканью.
Биопротез КемКор, разработанный в 1991 году, изготавливался из аортальных клапанов свиньи, обработанных диэпоксидом, и монтирован на гибком опорном каркасе из полипропилена. Он применялся для замещения поражённого аортального (посадочные диаметры от 26 до 28 мм), митрального (от 26 до 32 мм) и трикуспидального (от 26 ло 36 мм) клапанов сердца.
Биопротез ПериКор отличался обшивкой каркаса перикардиальным лоскутом «КемПериплас» и пришивной манжетой, также сформированной из ксеноперикарда. За счёт иммобилизации антибактериальных препаратов биопротез приобретает антибактериальную активность и может быть использован для имплантации при инфекционном эндокардите. Он применялся для имплантации в митральную (посадочные диаметры от 26 до 32 мм) и трикуспидальную (от 26 до 35 мм) позиции.
В настоящий момент на базе специализированной лаборатории «НеоКор» Кемеровского кардиоцентра создано кемеровское ЗАО «НеоКор».
В 2008 году были завершены клинические испытания ксеноперикардиального протеза ЮниЛайн, в изготовлении которого используется высокоточный раскрой створок с использованием лазерной установки, позволяющей полностью избежать разволокнения коллагеновых волокон по краю среза. Максимальная однородность створчатого аппарата по толщине способствует равномерному распределению нагрузки по всей поверхности створки. Выполняются антитромботическая обработка гепарином и антикальциевая обработка с использованием аминодифосфонатов. Предлагаются 3 модели для аортальной позиции (посадочные диаметры 21, 23, 25 мм) и 4 модели для митральной и трикуспидальной позиций (26, 28, 30, 32 мм).
Осенью 2012 года была проведена (в рамках проходящих клинических испытаний) первая имплантация пациенту клапана ТиАра, предназначенного для протезирования аортального клапана сердца человека. Биопротез отличается одноконтурным проволочным каркасом из нитинола, позволяющим обеспечить эластичность и надёжность при сохранении естественной биомеханики реконструированного клапана.
Его створчатый аппарат, а также обшивка каркаса сформированы из биологического материала — ксеноперикарда «КемПериплас-Нео», что
повышается биосовместимость, устойчивость к кальцификации и резистентность к инфекции. Биопротез может деформироваться в процессе сердечного цикла в соответствии с деформациями корня аорты реципиента. Предлагаются 6 типоразмеров (посадочные диаметры 19, 21, 23, 25, 27, 29 мм).

## Недостатки и перспективы каркасных биоклапанов
Каркасные биопротезы, стабилизированные глутаровым альдегидом, используются в клинической практике более 30 лет для замены практически всех клапанов сердца. Однако эти биологические протезы показали ограниченную долговечность преимущественно у молодых пациентов и достаточно высокое сопротивление в аортальной позиции при узком корне аорты. Большинство исследователей связывают их низкую износоустойчивость с наличием каркаса и существующими способами стабилизации их биоткани, поэтому в настоящее время ведутся разработки как новых конструкций, так и новых консервантов и технологий обработки биоткани.